# Catherine Cadière
Pour les articles homonymes, voir Cadière.
Catherine Cadière, ou Marie-Catherine Cadière est née le 12 novembre 1709 à Toulon. Le jésuite Jean-Baptiste Girard, âgé de 48 ans, séduit Catherine Cadière âgée de 19 ans. Elle est qualifiée de mystique et accusée de sorcellerie en 1731. Son procès a suscité de nombreux commentaires parmi les auteurs de l’époque et les historiens.

## Biographie
Orpheline de Joseph, son père, marchand regrattier, et d’une santé fragilisée par les conséquences de la peste de 1720, Marie-Catherine Cadière est protégée par sa mère et ses frères, tous deux ecclésiastiques. Elle appartient donc au milieu de la petite bourgeoisie toulonnaise, où elle intègre le cercle des dévotes qui, avant l'arrivée du Père Girard, jésuite, est plutôt sous l'influence des Carmes, bien implantés à Toulon.
D’une sensibilité mystique et excessive, elle sera attirée par les sermons et le charisme spirituel du P. Girard, qu’elle rencontre en avril 1728. Elle a alors dix-huit ans. Ses prédispositions pour la sainteté sont encouragées par sa santé fluctuante. Elle se distingue très vite par des manifestations surprenantes (stigmates, visions...) ce qui permet au P. Girard de la présenter comme sainte, de multiplier ses visites au domicile des Cadière et, très probablement, d’abuser d’elle.

Les descriptions physiques divergent entre les factums, les estampes et les romans. Jean-Baptiste Boyer d'Argens, qui s’en inspire pour le personnage de Mlle Eradice (l’anagramme de Cadière) dans Thérèse philosophe, la décrit ainsi dans ses Mémoires : 

« Elle avoit de beaux yeux, la peau blanche, un air de vierge, la taille assez bien faite. Beaucoup d’esprit couvroit chez elle une ambition démesurée et une extrême envie de passer pour Sainte sous un air de simplicité et de candeur. »

Michelet, pourtant fervent défenseur de la victime, est plus nuancé : « On ne sait si elle fut belle. Ce qui est sûr, c’est qu’elle était gentille, ayant tous les charmants contrastes d’une jeune Provençale et leur double nature ». Catherine Cadière alimente ainsi projections, fantasmes et perceptions diverses. Manipulée par ses frères, folle et hystérique, sainte, manipulatrice ou victime ? Il est évident que le point de vue sur l'affaire tend à déterminer la couleur de la description. L'objectivité est rare en la matière.

## L’affaire Cadière
Après des accusations de corruption portées contre le P. Girard, elle est éloignée au couvent de sainte Claire d’Ollioules en juin 1730. Elle en sort en septembre de la même année. En novembre, ses convulsions, en partie mises en scène par ses frères, font beaucoup de bruit et attirent l’attention de la justice.
L’affaire passe de la sénéchaussée de Toulon, vite incompétente, à la juridiction du Parlement d'Aix. Catherine Cadière est enfermée aux Ursulines de Toulon puis transférée à Aix, dans le couvent des Visitandines, le temps du procès.
Elle est défendue par l’avocat Chaudon, syndic commis d’office. La ville, la Provence et le royaume se divisent sur son cas. Elle trouve un important soutien dans une partie de la population, du petit peuple de Toulon jusqu’à certains parlementaires aixois et femmes de la noblesse. Accusée et accusatrice, elle devient un symbole du pouvoir et de la corruption des jésuites, et sert les intérêts du camp janséniste.
Les documents de la justice de l’époque évoque l’affaire de manière détaillée. Marie-Catherine indique être dans un premier temps mal à l’aise en présence du prêtre. Ultérieurement elle évoque des demandes incessantes. Girard lui affirme que « Dieu demandait plus d’elle », elle doit « se donner toute entière ». Girard lui explique « Je suis votre maître, votre Dieu… Vous devez tout souffrir au nom de l’obéissance ». Les viols détériorent sa santé, elle se met à vomir, au point qu'elle ne peut pratiquement pas manger; « elle rejetait le peu qu’elle prenait ».
Un premier verdict, rendu le 11 septembre 1731, la condamne à la potence. Un deuxième jugement, le 10 octobre suivant, l’innocente. Les foules aixoises et toulonnaises sont en liesse, saluent leur héroïne et conspuent le P. Girard. Catherine Cadière est renvoyée chez sa mère pour ne pas créer davantage de troubles à Aix-en-Provence. On perd alors sa trace, ce qui entretient le mystère sur le personnage.
Le sujet ne cesse pour autant de susciter la curiosité de nombreux auteurs, polygraphes, historiens ou romanciers, de 1731 à nos jours. Ces multiples réécritures, romanesques, satiriques, polémiques, alimentent la mémoire d'une affaire toujours recommencée.

## Mémoire
Voltaire évoque l'affaire dans son ouvrage La Pucelle d'Orléans un poème héroï-comique en vingt et un chants, paru à Genève en 1752 : 
Venez, venez, mon beau père Girard, Vous méritez un grand article à part. Vous voilà donc, mon confesseur de fille, Tendre dévot qui prêchez à la grille ! Que dites-vous des pénitents appas De ce tendron converti dans vos bras ? J’estime fort cette douce aventure. Tout est humain, Girard, en votre fait ; Ce n’est pas là pécher contre nature : Que de dévots en ont encor plus fait ! Mais, mon ami, je ne m’attendais guère De voir entrer le diable en cette affaire. Girard, Girard, tous vos accusateurs, Jacobin, carme, et faiseur d’écriture, Juges, témoins, ennemis, protecteurs, Aucun de vous n’est sorcier, je vous jure.